# Rudolf Buchbinder
Rudolf Buchbinder (Litoměřice, 1º dicembre 1946) è un pianista austriaco.

## Biografia
Buchbinder studiò con Bruno Seidlhofer all'Accademia della musica di Vienna. Nel 1965 fece una tournée in Nord e Sudamerica. Nel 1966 vinse un premio speciale assegnatogli dal Concorso pianistico internazionale Van Cliburn. Successivamente andò in tournée con la Wiener Philharmoniker e tenne concerti come solista in tutto il mondo.
Ha anche insegnato pianoforte all'Accademia di Musica di Basilea.
Per l'etichetta Teldec ha registrato la musica completa per tastiera di Haydn, tutte le principali opere per pianoforte di Mozart, tutte le sonate e le variazioni per pianoforte di Beethoven, ed entrambi i concerti per pianoforte di Brahms con Harnoncourt e la Royal Concertgebouw Orchestra di Amsterdam. Con János Starker ha registrato memorabili esecuzioni di opere per violoncello e pianoforte di Beethoven e Brahms. Ha registrato per due volte i concerti per pianoforte di Beethoven, dirigendo dalla tastiera, prima con l'Orchestra Sinfonica di Vienna per l'etichetta Preiser nel 2007 e poi con la Wiener Philharmoniker per l'etichetta Sony nel 2011; questo ciclo è stato registrato dal vivo in concerto e pubblicato su CD e DVD.
È uno dei pochi pianisti ad aver mai registrato l'intera Parte II di Vaterländischer Künstlerverein, che consiste in 50 variazioni di 50 diversi compositori su un valzer di Anton Diabelli. Ha anche registrato le Variazioni Diabelli di Beethoven, che in origine comprendeva la parte I di quell'antologia. Interpreta da tutta la vita i concerti e le sonate per pianoforte di Mozart, dimostrando la maestria e la sensibilità di queste grandi opere, dirigendo solitamente dalla tastiera. In effetti la musica di Mozart è al centro del suo repertorio.
Nel 2009 Buchbinder ha partecipato al pluripremiato documentario tedesco-austriaco Pianomania, su un accordatore di pianoforti Steinway & Sons, diretto da Lilian Franck e Robert Cibis. Il film è stato presentato in anteprima teatrale in Nord America, dove è stato accolto con recensioni positive da The New York Times, così come in Asia e in tutta Europa, e fa parte del catalogo del Goethe-Institut.

## Decorazioni e premi
- 1961: Primo premio al Concorso internazionale di Monaco, divisione "Piano Trio"
- 1970: Premio per l'interpretazione di Mozart del Ministro austriaco dell'Istruzione e delle arti
- 1977: Grand Prix du Disque per l'intero lavoro pianistico di Joseph Haydn
- 1989: Croce d'Onore austriaca per la scienza e l'arte[4]
- 1992: Membro onorario dell'Orchestra Sinfonica di Vienna
- 1994: Membro onorario dell'estate carinziana
- 1995: Croce d'Onore austriaca per la scienza e l'arte, 1ª classe[5]
- 1996: Grande merito della Provincia di Salisburgo
- 1996: Grande decorazione in oro della Carinthia
- 1996: Anton-Bruckner-Ring della Wiener Konzerthaus
- 1996: Medaglia d'oro per servizi alla città di Vienna
- 1999: Grande decorazione in oro della Bassa Austria
- 2003: Grande decorazione in oro per servizi alla Repubblica d'Austria[6]
- 2004: Medaglia d'oro di Salisburgo
- 2007: Medaglia d'oro della capitale austriaca Vienna
- 2008: Membro onorario della Società degli Amici della Musica di Vienna
- 2010: Premio Turismo dello Stato della Bassa Austria per il suo lavoro nel turismo musicale a Grafenegg
- 2011: Gloria Artis, Medaglia al merito alla cultura[7]
- 2012: Premio Echo Klassik per la musica tedesca come Strumentista dell'anno (pianoforte) e l'album Beethoven: The Sonata Legacy pubblicato da RCA Red Seal/Sony